# Paris-Bourges de 2018
A 68.ª edição da clássica ciclista Paris-Bourges celebrou-se na França a 4 de outubro de 2018 sobre um percurso de 193,7 quilómetros com início na cidade de Gien e final na cidade de Bourges.
A corrida fez parte do UCI Europe Tour de 2018, dentro da categoria 1.1, e foi vencida pelo francês Valentin Madouas do Groupama-FDJ. Os também franceses Bryan Coquard do Vital Concept e Christophe Laporte do Cofidis, Solutions Crédits completaram o pódio como segundo e terceiro classificado respectivamente.

## Equipas participantes
Tomaram parte na corrida 18 equipas: 2 de categoria UCI WorldTeam; 10 de categoria Profissional Continental; e 6 de categoria Continental. Formando assim um pelotão de 126 ciclistas dos que acabaram 109. As equipas participantes foram:
| Equipes WorldTeam (2)- AG2R La Mondiale - Groupama-FDJ Equipes profissionais Continentais (10)- Direct Énergie - Cofidis, Solutions Crédits - Delko-Marseille Provence-KTM - Fortuneo-Samsic - Vital Concept - Sport Vlaanderen-Baloise - Wanty-Groupe Gobert - WB-Aqua Protect-Veranclassic - Euskadi Basque Country-Murias - Israel Cycling Academy Equipes Continentais (6)- Saint Michel-Auber 93 - Roubaix Lille Métropole - Differdange-Losch - Vorarlberg-Santic - Cibel-Cebon - Development Team Sunweb |
| |

## Classificação final
- As classificações finalizaram da seguinte forma:[2]

| \| Classificação geral \| Classificação geral \| Classificação geral \| Classificação geral \| Classificação geral \| \| Ciclista \| Ciclista \| Equipe \| Tempo \| \| \| ------------------- \| ------------------- \| -------------------------- \| ------------------- \| ------------------- \| \| 1. \| Valentin Madouas \| Groupama-FDJ \| 4h20m27s \| \| \| 2. \| Bryan Coquard \| Vital Concept \| + 0s \| \| \| 3. \| Christophe Laporte \| Cofidis, Solutions Crédits \| + 0s \| \| \| 4. \| Bram Welten \| Fortuneo-Samsic \| + 0s \| \| \| 5. \| Milan Menten \| Sport Vlaanderen-Baloise \| + 0s \| \| \| 6. \| Jon Aberasturi \| Euskadi-Murias \| + 0s \| \| \| 7. \| Andrea Pasqualon \| Wanty-Groupe Gobert \| + 0s \| \| \| 8. \| Mickaël Delage \| Groupama-FDJ \| + 0s \| \| \| 9. \| Nils Eekhoff \| Team Sunweb \| + 0s \| \| \| 10. \| Damien Touzé \| Saint Michel-Auber 93 \| + 0s \| \| |                    |                            |          |
| |                    |                            |          |
| Fonte: ProCyclingStats |                    |                            |          |
| Classificação geral |                    |                            |          |
| Ciclista | Ciclista           | Equipe                     | Tempo    |
| 1. | Valentin Madouas   | Groupama-FDJ               | 4h20m27s |
| 2. | Bryan Coquard      | Vital Concept              | + 0s     |
| 3. | Christophe Laporte | Cofidis, Solutions Crédits | + 0s     |
| 4. | Bram Welten        | Fortuneo-Samsic            | + 0s     |
| 5. | Milan Menten       | Sport Vlaanderen-Baloise   | + 0s     |
| 6. | Jon Aberasturi     | Euskadi-Murias             | + 0s     |
| 7. | Andrea Pasqualon   | Wanty-Groupe Gobert        | + 0s     |
| 8. | Mickaël Delage     | Groupama-FDJ               | + 0s     |
| 9. | Nils Eekhoff       | Team Sunweb                | + 0s     |
| 10. | Damien Touzé       | Saint Michel-Auber 93      | + 0s     |

## UCI World Ranking
A Paris-Bourges outorga pontos para o UCI WorldTour de 2018 e o UCI World Ranking, este último para corredores das equipas nas categorias UCI WorldTeam, Profissional Continental e Equipas Continentais. As seguintes tabelas são o barómetro de pontuação e os corredores que obtiveram pontos:
| Posição             | 1.ª | 2.ª | 3.ª | 4.ª | 5.ª | 6.ª | 7.ª | 8.ª | 9.ª | 10.ª | 11.ª | 12.ª | 13.ª-15.ª | 16.ª-25.ª |
| Classificação geral | 125 | 85  | 70  | 60  | 50  | 40  | 35  | 30  | 25  | 20   | 15   | 10   | 5         | 3         |

| 1.º  | Valentin Madouas   | Groupama-FDJ                  | 125 |
| 2.º  | Bryan Coquard      | Vital Concept                 | 85  |
| 3.º  | Christophe Laporte | Cofidis, Solutions Crédits    | 70  |
| 4.º  | Bram Welten        | Fortuneo-Samsic               | 60  |
| 5.º  | Milan Menten       | Sport Vlaanderen-Baloise      | 50  |
| 6.º  | Jon Aberasturi     | Euskadi Basque Country-Murias | 40  |
| 7.º  | Andrea Pasqualon   | Wanty-Groupe Gobert           | 35  |
| 8.º  | Mickaël Delage     | Groupama-FDJ                  | 30  |
| 9.º  | Nils Eekhoff       | Development Sunweb            | 25  |
| 10.º | Damien Touzé       | Saint Michel-Auber93          | 20  |